# 中川順子
中川 順子（なかがわ じゅんこ、1942年7月13日 - ）は、日本の童謡歌手。NHK『おかあさんといっしょ』（当時は『うたのえほん』）の5代目うたのおねえさんである。東京都練馬区生まれ。武蔵野音楽大学声楽科卒業。血液型はB型。
　夫は、鈴木寛一。　本名・鈴木順子。

## 略歴
1964年10月 - 1967年7月の2年10か月間、うたのおねえさんを務めた。4代目の水谷玲子とは高校時代からの友人であり、水谷の番組出演を見てうたのおねえさんに興味を持ち、スタジオに見学に行った際に当時のプロデューサーにオーディションへの参加を勧められる。その後オーディションを受けて採用され、5代目うたのおねえさんとなった。
1989年春に行われた番組30周年記念コンサート『おかあさんといっしょ30周年記念ファミリーコンサート おかあさんといっしょ30年』には、歴代のうたのおねえさんの一人として出演している。
現在はカルチャースクールでボイストレーニングや歌の指導をしている。

## ディスコグラフィー

### アルバム
- のりもののうた〜ほんもののおとがいっぱい〜（1987年4月21日）

| スタブアイコン | サブスタブ | この項目は、まだ閲覧者の調べものの参照としては役立たない、歌手に関連した書きかけの項目です。この項目を加筆・訂正などしてくださる協力者を求めています（P:音楽/PJ:芸能人）。 |